# 태양과 사막의 장미/해야 할 것
〈태양과 사막의 장미/해야할 것〉(太陽と砂漠のバラ/スベキコト 타이요토 사바쿠노 바라/스베키코토[*])은 TOKIO의 40번째의 싱글로 2009년 8월 19일 발매되었다.

## 개요
전작 〈우산/질릴 정도로 우리들은 바라〉로부터 약 11개월 만의 싱글이다.
〈태양과 사막의 장미〉는 나가세 토모야 주연 드라마 《화려한 스파이》의 주제가이다. 드라마 타이업은 야마구치 타츠야 주연 드라마 《수험의 신》 이후 4번 연속이다.

## 수록곡

### 통상반
1. 太陽と砂漠のバラ / 태양과 사막의 장미
  - 작사·작곡·편곡: 시미즈 아기오
  - 닛폰 TV계 드라마 《화려한 스파이》 주제가
2. スベキコト / 해야할 것
  - 작사: 죠시마 시게루 / 작곡: 코쿠분 타이치 / 편곡: 노마 쿄스케
  - 후지 TV계 《5LDK》 엔딩 테마
3. 誓い / 맹세
  - 작사·작곡: 죠시마 시게루 / 편곡: KAM
4. Cross Fade
  - 작사·작곡·편곡: HIKARI
5. 太陽と砂漠のバラ （Backing Track）
6. スベキコト（Backing Track）

### 초회 한정반 1
CD
1. 太陽と砂漠のバラ / 태양과 사막의 장미
2. スベキコト / 해야할 것

DVD
- 太陽と砂漠のバラ （Video Clip & Making）

### 초회 한정반 2
CD
1. 太陽と砂漠のバラ / 태양과 사막의 장미
2. スベキコト / 해야할 것

DVD
- スベキコト （Video Clip）
- TOKIO STATION Ⅱ ~말해야 할 것 편~